# Parafia Zesłania Ducha Świętego w Dzierzgoniu
Parafia Zesłania Ducha Świętego w Dzierzgoniu – parafia greckokatolicka w Dzierzgoniu, w dekanacie elbląskim eparchii olsztyńsko-gdańskiej. Założona w 1957. Mieści się przy ulicy 1 Maja.